# Nagy Lajos (tanító, 1852–1913)
Nagy Lajos (Nagykálló, 1852. január 24. – Váradolaszi, 1913) tanító.

## Élete
Nagy Péter kisvendéglős és szatócs és Kajdácsi Anna fia. Az algimnáziumot Miskolcon, az V. és a VI. osztály első félévét Egerben végezte. Ekkor szülei (apja 1866-ban, anyja 1867-ben) meghaltak és anyagi támogatás híján a tanítói pályára lépett. Egy évi tanítógyakornokoskodás után, az I. évi tanítóképző tanfolyamot Egerben, a többit Pesten az állami fitanító-képzőben végezte. A gyakorlati év után ugyanott képesítő vizsgát tett. 1872-től 1875-ig Kisbéren mint elemi és állami főtanító a III-VI. vegyesosztályban, 1875-től 1877-ig Trencsénben mint polgári iskolai és felsőbb leányiskolai segédtanár működött. Egy évig (1877-1878.) Fóton nevelő volt; 1879-től 1880-ig Adácson (Heves vármegyében) volt tanító és 1880-tól Nagyváradon püspökségi elemi és ipariskolai tanító. A zenében és rajzban is járatos volt, sőt alkalmi költeményeket is írt, azokat megzenésítette és felolvasásokat tartott.

## Munkája
- Emlékkönyv Erzsébet Magyarország királynéjának haláláról s a 48-ki törvények szentesítéséről alkalmi s történeti költeményekkel a t. szülők, tanítók s tanítványaik, nem különben a tanügy iránt érdeklődő t. közönség számára. Nagyvárad, 1900.

### Kéziratban
Kisebb költeményei, Hazánk korszakalkotó férfiai (sajtó alá rendezve); Biharmegye földrajza; Bihar és Nagyvárad Kalauza (szintén sajtókészen) és vagy 100 dallkölteménye. 